# Cyprichromis

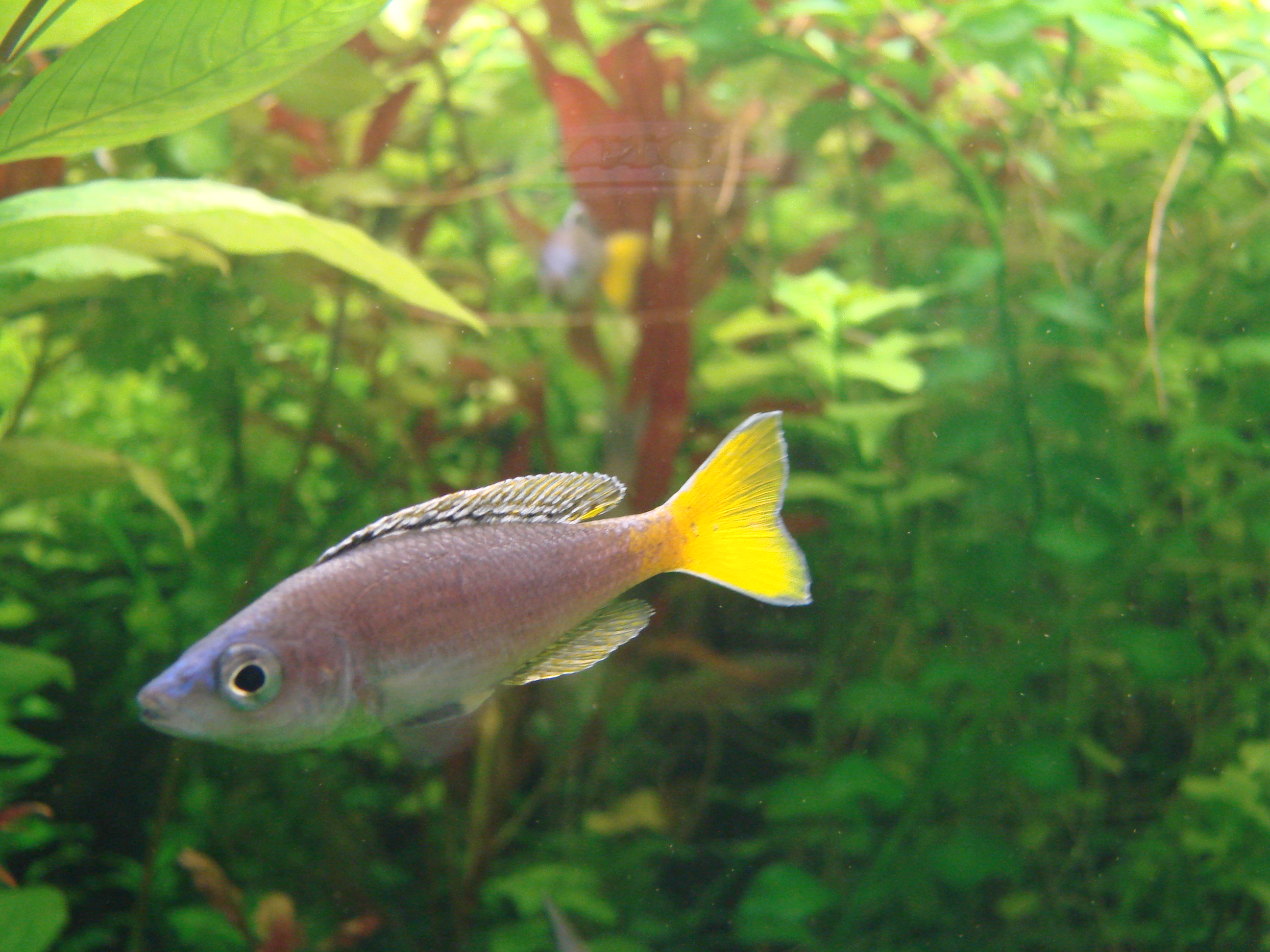
Cyprichromis leptosoma

Cyprichromis és un gènere de peixos de la família dels cíclids i de l'ordre dels perciformes.

## Distribució geogràfica
És endèmic del llac Tanganyika (Àfrica oriental).

## Taxonomia
- Cyprichromis coloratus (Takahashi & Hori, 2006)[4]
- Cyprichromis leptosoma (Boulenger, 1898)
- Cyprichromis microlepidotus (Poll, 1956)
- Cyprichromis pavo (Büscher, 1994)
- Cyprichromis zonatus (Takahashi, Hori & Nakaya, 2002)[5][6][7][8][9]